# Stachyptilum superbum
Stachyptilum superbum is een Pennatulaceasoort uit de familie van de Stachyptilidae. De wetenschappelijke naam van de soort is voor het eerst geldig gepubliceerd in 1894 door Studer.